# Ingvald Ulveseth
Ingvald Johan Ulveseth (Fjell, 25 de agosto de 1924 - 14 de marzo de 2008) fue un político noruego, miembro del Partido Laborista.
Ulveseth se graduó como ingeniero en el Instituto Noruego de Tecnología en 1949. Comenzó su carrera como político siendo regidor de localidad de Fjell de 1955 hasta 1967, siendo alcalde de 1958 a 1965. De 1958 a 1965 fue también miembro del Consejo del Condado de Hordaland. 
En 1964, en el tercer mandato de Einar Gerhardsen, fue nombrado Secretario de estado en el Ministerio de Gobierno Local y Regional. Fue elegido para el Parlamento Noruego por Hordaland en 1965 y fue reelegido posteriormente. Anteriormente había sido diputado durante el mandato de 1961 a 1965. Durante el segundo gabinete de Trygve Bratteli, de 1973 a 1976, Ulveseth fue nombrado ministro de Industria.
Su carrera acabó como Gobernador del Condado de Sogn og Fjordane, cargo que ocupó desde 1976 hasta 1994.